# Da Lama à Ostentação
Da Lama à Ostentação, é o primeiro DVD ao vivo e o terceiro álbum de Nego do Borel, lançado pela Sony Music Entertainment em 5 de agosto de 2014. "Da Lama à Ostentação" conta com a participação especial de Melanina Carioca, Naldo Benny, Bonde das Maravilhas, Mr. Catra, MC Marcelly, MC Maneirinho Dennis DJ e MC Pocahontas. O DVD foi gravado na casa de shows i9 Music no Rio de Janeiro e terá o formato DVD e download digital.

## Desenvolvimento
Algumas vídeos musicais de "Da Lama à Ostentação" foi disponibilizado no site Vevo, e chegou ao segundo lugar de acessos no site, atrás somente de Katy Perry.
Um dos vídeos, o funkeiro joga do palco R$ 5 mil, para a plateia. Ao saber que o canal estreou com sucesso no site, Nego postou mensagem em seu perfil no Instagram
chorando e agradecendo aos fãs.
| “ | Caraca, foi tudo improvisado, mas tá legal. Tô como destaque do Vevo, moleque | ” |

A primeira canção de trabalho do DVD é "Menina Má", com participação do grupo Melanina Carioca. Menina Má foi lançado no dia 22 de Julho de 2014 junto com seu videoclipe.

## Faixas
1. "Os Caras do Momento"
2. "Quero Usufruir"
3. "Ah! Não, o Brinquedo Não!"
4. "Bonde dos Brabos"
5. "Cheguei no Pistão"
6. "Diamante de Lama"
7. "Menina Má (com participação de Melanina Carioca)"
8. "Olha pro DJ"
9. "Nega da Boreli" (com participação de Melanina Carioca)"
10. "Cheguei no Motel" (com participação de Mr. Catra)"
11. "Eu Adoro, Eu Me Amarro/ Brincadeira das Maravilhas" (com participação de Bonde das Maravilhas)
12. "Bota um Funk pra Tocar" (Com participação de MC Marcelly & Dennis DJ)